# Советская улица (Балашиха)
Сове́тская у́лица — одна из центральных улиц города Балашиха Московской области, соединяющая микрорайон Балашиха-1 с микрорайонами Новый Свет и Балашиха-2.

## История
Со второй половины XIX века на месте нынешней улицы Советской располагалась деревня Николаевка (Николаевская слобода). Инициатором её возникновения был полковник в отставке, промышленник и купец Николай Волков. В 1832 году он приобрёл усадьбу Горенки, и создал там бумагопрядильную и бумаготкацкую фабрики, для которых требовались наёмные рабочие из крестьян. Для их размещения неподалёку от усадьбы, примерно в 1858—1859 году и возникла Николаевка. Здесь жили выходцы из крестьян Тульской, Рязанской, Костромской, Смоленской, Тверской и Нижегородской губерний. Деревня Николаевка просуществовала до 1965 года.
Примерно в 1—2 километрах на северо-восток от Николаевки, слева за железнодорожными путями рядом со станцией Балашиха располагалась Балашихинская суконная фабрика. Вокруг неё в XIX веке сформировался посёлок, который дал начало Балашихе. Суконная фабрика была самым старым предприятием города, ведущим свою историю с 1821 г. Именно тогда на месте небольшой пустоши (затем сельца) Зелёная роща было открыто небольшое шерстоткацкое производство. Отсюда пошло название фабричного посёлка — Зелёновка. В постсоветское время фабрика носила название ОАО «Балашихинский текстиль».
В 2005 г. все корпуса фабрики были снесены, а на их месте вырос новый микрорайон «Жемчужина Балашихи».

## Описание
Улица Советская начинается от Полевого проезда в направлении на север, пересекает шоссе Энтузиастов около поста ДПС, где действует регулируемый перекрёсток, перед которым постоянно возникают пробки как на шоссе, так и на Советской улице. Сразу после шоссе Энтузиастов находится остановка общественного транспорта «Ул. Советская д. 1». Далее улица пересекает проспект Ленина, образуя с ним регулируемый перекрёсток. До 2003 года в месте пересечения с проспектом была остановка общественного транспорта «Школа», которую отменили из-за того, что она создавала много аварийных ситуаций на перекрёстке. В 2009 году между шоссе Энтузиастов и проспектом Ленина открыли остановку «МФЦ». В районе пересечения с улицей Крупской действует регулируемый пешеходный переход (движения транспорта по улице Крупской в этом месте нет). Здесь находится остановка «Улица Крупской».
Около средней школы № 3 находится регулируемый перекрёсток, где к Советской улице с левой стороны примыкает Молодёжная улица. За перекрёстком расположена остановка «Автошкола» (раньше называлась «Рынок»). Здесь Советская улица поворачивает на северо-восток. Далее в неё вливаются улица Мира (с левой стороны) и Парковая улица (с правой стороны). Затем с левой стороны к Советской улице примыкает Объездное шоссе, здесь также установлен светофор. После перекрёстка с левой стороны от улицы идут железнодорожные пути ветки Реутов-Балашиха, по которой в Балашиху следуют электропоезда с Курского вокзала. С правой стороны в 100 метрах расположен обрывистый берег реки Пехорка. Справа к улице подходит асфальтированная пешеходная дорожка, которая ведёт в балашихинский парк культуры и отдыха, и выходит к улице Крупской. Чуть дальше идёт дорожка, вымощенная плиткой, ведущая к пешеходному мосту через Пехорку.
Следующая остановка общественного транспорта — «Улица Зелёная». Зелёная улица расположена с противоположной стороны железной дороги. С левой стороны вдоль улицы протянулась платформа станции «Балашиха», в конце которой находится остановка «Станция Балашиха» (рядом с балашихинским железнодорожным вокзалом), около которой расположен регулируемый пешеходный переход. После вокзала заканчивается контактный провод над железнодорожными путями (электрички дальше не ходят), а железная дорога идёт дальше к предприятиям северной промышленной зоны Балашихи. С правой стороны улицы напротив вокзала расположен торговый дом «С-Текстиль». В 250 метрах от вокзала улица пересекает железнодорожную ветку, идущую к машиностроительному заводу ОАО «Криогенмаш».
За железнодорожной станцией улица делает небольшой поворот на север и выходит на регулируемый перекрёсток, где с правой стороны примыкает улица Крупешина. Перед перекрёстком с правой стороны расположены корпуса Балашихинской хлопкопрядильной фабрики, построенные в XIX веке. Здесь находится остановка «Хлопкопрядильная фабрика». После перекрёстка Советская улица уходит налево на северо-запад, а затем постепенно поворачивает на север и в микрорайоне Новый Свет переходит в Звёздную улицу на регулируемом перекрёстке, к которому слева примыкает Балашихинское шоссе. Параллельно Советской улице западнее её проходит улица Орджоникидзе. Между этими улицами расположены корпуса Балашихинского деревообрабатывающего завода (ДОЗ). В конце Советской улицы находится остановка общественного транспорта «ДОЗ».

## Здания и сооружения
Нечётная сторона
- № 1/7 — жилой дом (оштукатуренный кирпич, 5 этажей, довоенной постройки). Дом находится на пересечении с шоссе Энтузиастов. Часть помещений здания используется в административных целях, здесь находится Совет депутатов Балашихи
- № 3 — жилой дом (оштукатуренный кирпич, 5 этажей, довоенной постройки)
- № 5/8 — жилой дом (оштукатуренный кирпич, 5 этажей, довоенной постройки). Дом находится на пересечении с проспектом Ленина
- № 7/15 — жилой дом (красный кирпич, 5 этажей, построен в 60-х годах XX века). Дом находится на пересечении с проспектом Ленина
- № 9 — жилой дом (красный кирпич, 5 этажей, построен в 60-х годах XX века)
- № 11 — жилой дом (красный кирпич, 5 этажей, построен в 60-х годах XX века). Дом находится на пересечении с улицей Крупской
- № 11А, к.1 — аптека (одноэтажный павильон)
- № 11А, к.2 — цветочный салон (одноэтажный павильон)
- № 13 — жилой дом (кирпич, 5 этажей, построен в 60-х годах XX века). На первом этаже располагаются нежилые помещения, в которых в советское время был гастроном, в 90-х и 2000-х годах размещался строительный магазин «Караван», сейчас находятся отделения сбербанка и промсвязьбанка.
- № 15 — жилой дом (кирпич, 5 этажей, построен в 60-х годах XX века). На первом этаже располагаются нежилые помещения, в которых размещается редакция газеты «Факт»[5], а также предприятия торговли
- № 17 — средняя школа № 3 им. И. А. Флёрова (3-этажное кирпичное здание)
- № 19 — нежилое здание (кирпич, 2 этажа). В здании размещаются предприятия по обслуживанию населения
- № 21 — жилой дом (кирпич, 9 этажей, построен в 70-х годах XX века). На первом этаже находится магазин одежды, отделение банка
- № 23 — балашихинская автошкола РОСТО[6] (панельное 2-этажное здание)
- № 27 — балашихинский железнодорожный вокзал (одноэтажное здание, построено в 2002 году на месте здания станции Балашиха)
- № 29 — пожарная часть № 202. Находится на перекрёстке, где от Советской улицы отходит улица Крупешина

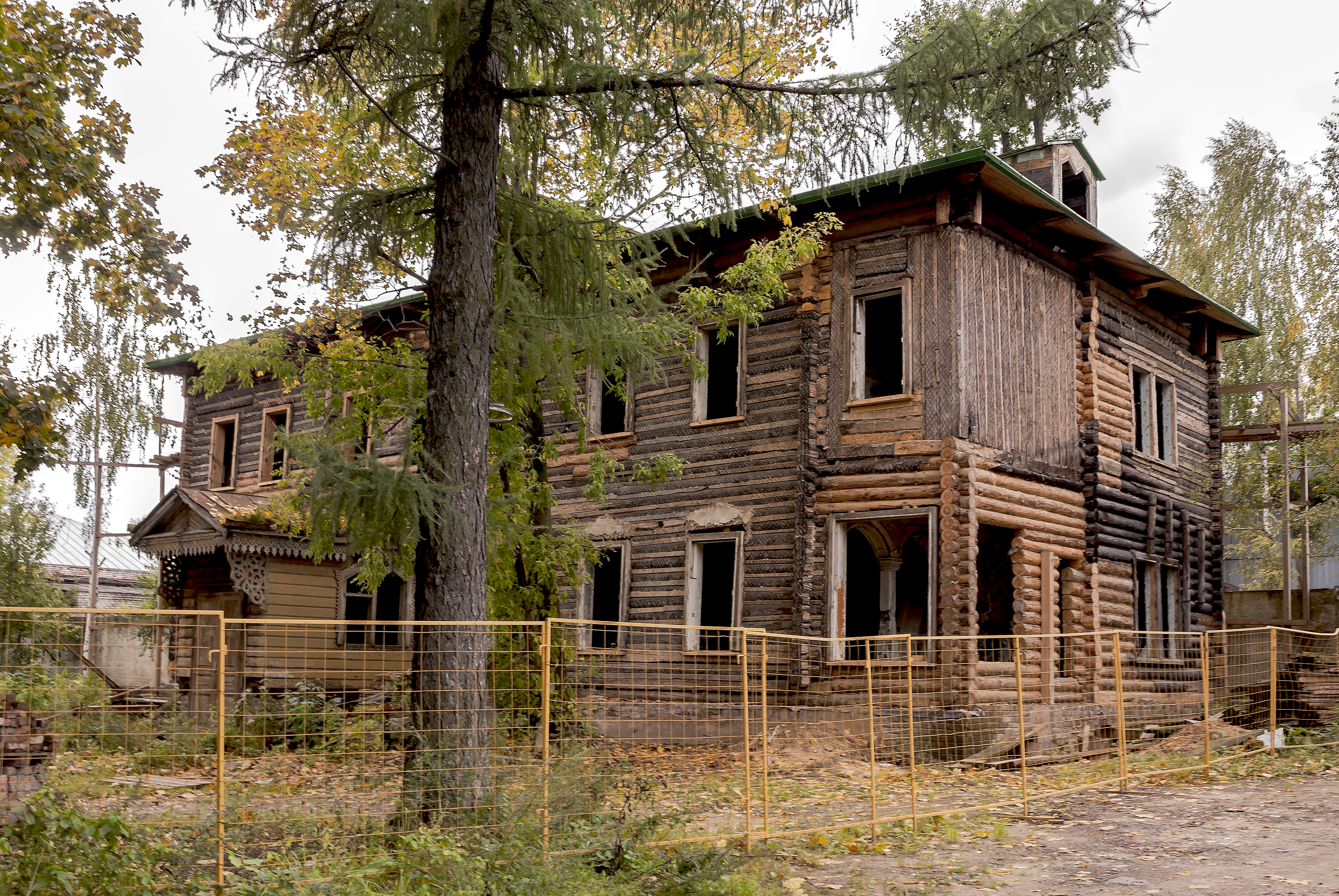
Дом управляющего фабрикой: памятник культурного наследия России

- № 29А — Дом управляющего фабрикой: памятник культурного наследия России c номером 5000001097
- № 31 — администрация горенского лесопарка (одноэтажное деревянное здание)
- № 35 — административное здание Балашихинского деревообрабатывающего завода[4] (панельное 3-этажное здание)
- № 37 — магазин строительных материалов «Каро-Строй»[7] (2-этажное здание)

Чётная сторона
- № 2/9 — жилой дом (оштукатуренный кирпич, 5 этажей, довоенной постройки). Дом находится на пересечении с шоссе Энтузиастов
- № 4 — административное здание Многофункционального центра по предоставлению услуг населению[8] (4 этажа, кирпич, отделан фасадными панелями, довоенной постройки). Раньше в здании находилось среднее образовательное учреждение (техникум). В 2009 был проведён капитальный ремонт здания, и в нём открылся первый в Московской области Многофункциональный центр
- № 6/17 — жилой дом (кирпич, 5 этажей). Дом находится на пересечении с проспектом Ленина. На первом этаже размещаются предприятия по обслуживанию населения (отделение Сбербанка России, аптека, кафе и др.)
- № 8, 10, 12, 14, 16, 16А — жилые дома (красный кирпич, 5 этажей, построены в 60-х годах XX века). На первом этаже дома № 10 расположены предприятия по обслуживанию населения (салон сотовой связи, магазин одежды и др.). Дом № 12 находится на пересечении с улицей Крупской. В подвале дома находятся хозяйственный магазин «Чайка» и магазин стройматериалов. На первом этаже дома № 14 расположены кафе «Старый Город», магазин разливного пива, обувной и продуктовый магазины. Дом № 16А расположен в глубине улицы между домами № 16 по Советской улице и № 15А по Парковой улице
- № 18 — детский сад № 1 «Светлячок» (кирпич, 2-этажа)
- № 20, 22, 24 — жилые дома (кирпич, 9 этажей, построены в 70-х годах XX века). В пристройке к дому № 20 расположено отделение Почты России.
- № 28 — комплекс зданий складского назначения
- № 28А — торговый дом «С Текстиль»[2]
- № 34 — административное здание (кирпич, оштукатурен, 4 этажа, дореволюционной постройки). В здании размещается комендатура Балашихинского гарнизона, служба судебных приставов
- № 36 — Балашихинская хлопкопрядильная фабрика, БХПФ, Первая фабрика (обширная территория с корпусами различного назначения и времени постройки под одним номером). Построена в 1880-е — 1890-е годы по проекту архитектора А. Г. Вейденбаума. Производство уничтожено в 2000-е годы, площади сдаются в аренду для различных целей.
- № 42 — административное здание (оштукатуренный кирпич, 3 этажа, дореволюционной постройки). В здании размещается Информационно-расчетный центр Балашихи[9]
- № 48 — психоневрологический диспансер (3-этажное кирпичное здание дореволюционной постройки)
- № 54 — кафе-бар «Алсу» (одноэтажное кирпичное здание дореволюционной постройки; ранее здесь находилась контора фирмы «Балсап» — Балашихинское специальное автомобильное предприятие по переработке и вывозу мусора)
- № 56 (владение 56 корпус 1) — новый жилой дом (типовой серии П-44Т/П-44К: 17-этаж. 7-ми секционный, Г-образный в плане; 2011—2012 гг. постройки).

## Общественный транспорт
На Советской улице находится конечная станция «Балашиха» на железнодорожной ветке Реутов — Балашиха, которая связывает город с Курским вокзалом. Интервал движения электропоездов на Москву — один-два часа. По улице проходят многие маршруты как городского так и пригородного общественного транспорта (автобусы и маршрутные такси). В приведённом ниже списке указаны участки Советской улицы, по которым проходят названные маршруты. Также перечислены остановки для каждого маршрута, расположенные на Советской улице.
Городские маршруты
- № 2 — торговый центр «Макссити» (мкр. Южный) — Щёлковское шоссе (кольцевой маршрут, маршрутное такси). Следует по Советской улице от шоссе Энтузиастов до Звёздной улицы. Остановки: ул. Советская д. 1, МФЦ, ул. Крупской, Автошкола, ул. Зелёная, ст. Балашиха, Хлопкопрядильная фабрика, ДОЗ
- № 4 — платформа «Салтыковская» — Поле Чудес (маршрутное такси). Следует по Советской улице от Полевого проезда до поворота на проспект Ленина. Остановки: ул. Советская д. 1, МФЦ
- № 5 — платформа «Салтыковская» — Балашиха-3 (автобус и маршрутное такси). Следует от Полевого проезда до поворота на улицу Крупешина. Остановки: ул. Советская д. 1, МФЦ, ул. Крупской, Автошкола, ул. Зелёная, ст. Балашиха, Хлопкопрядильная фабрика
- № 6 — платформа «Салтыковская» — Балашиха-2 (маршрутное такси). Следует от Полевого проезда до поворота на улицу Крупешина. Остановки, как у маршрута № 5
- № 8 — мкр. Южный — автостанция «Звёздная» (кольцевой маршрут, автобус и маршрутное такси). Следует от шоссе Энтузиастов до поворота на улицу Крупешина, обратно от Звёздной улицы до левого поворота на шоссе Энтузиастов. Остановки, как у маршрута № 5. Обратно: ДОЗ, Хлопкопрядильная фабрика, ст. Балашиха, ул. Зелёная, Автошкола, ул. Крупской, МФЦ, ул. Советская д. 1
- № 9 — платформа «Никольское» — Щёлковское шоссе (маршрутное такси). Следует от Полевого проезда до поворота на улицу Крупешина. Остановки, как у маршрута № 5
- № 10 — мкр. Южный — мкр. 1 Мая (автобус). Следует от проспекта Ленина до поворота на Балашихинское шоссе. Остановки: ул. Крупской, Автошкола, ул. Зелёная, ст. Балашиха, Хлопкопрядильная фабрика, ДОЗ
- № 15 — мкр. Южный — автостанция «Звёздная» (кольцевой маршрут, автобус и маршрутное такси). Следует от шоссе Энтузиастов до Звёздной улицы, обратно от улицы Крупешина до левого поворота на шоссе Энтузиастов. Остановки: ул. Советская д. 1, МФЦ, ул. Крупской, Автошкола, ул. Зелёная, ст. Балашиха, Хлопкопрядильная фабрика, ДОЗ. Обратно: Хлопкопрядильная фабрика, ст. Балашиха, ул. Зелёная, Автошкола, ул. Крупской, МФЦ, ул. Советская д. 1
- № 16 — Балашиха-2 — торговый центр «Макссити» (мкр. Южный) (автобус). Следует от улицы Крупешина до поворота на проспект Ленина. Остановки: Хлопкопрядильная фабрика, ст. Балашиха, ул. Зелёная, Автошкола, ул. Крупской
- № 17 — мкр. Южный — автостанция «Звёздная» (автобус). Следует от шоссе Энтузиастов до Звёздной улицы. Остановки как у маршрута № 2
- № 19 — мкр. Южный — микрорайон Гагарина (автобус). Следует от шоссе Энтузиастов до поворота на улицу Крупешина. Остановки, как у маршрута № 5
- № 22 — платформа «Никольское» — Балашиха-3 (автобус и маршрутное такси). Следует от Полевого проезда до правого поворота на проспект Ленина. Остановки как у маршрута № 4
- № 31 — Балашиха-2 — Новский квартал (автобус). Следует от улицы Крупешина до левого поворота на шоссе Энтузиастов. Остановки: Хлопкопрядильная фабрика, ст. Балашиха, ул. Зелёная, Автошкола, ул. Крупской, МФЦ, ул. Советская д. 1
- № 32 — автостанция «Звёздная» — мкр. Заря (автобус). Следует от улицы Звёздной до левого поворота на шоссе Энтузиастов. Остановки: ДОЗ, Хлопкопрядильная фабрика, ст. Балашиха, ул. Зелёная, Автошкола, ул. Крупской, МФЦ, ул. Советская д. 1

Пригородные маршруты
- № 20 — Балашиха-2 — Агрогородок (автобус). Следует от улицы Крупешина до левого поворота на шоссе Энтузиастов. Остановки как у маршрута № 31
- № 28 — станция «Реутово» — Балашиха-2 (автобус). Следует от шоссе Энтузиастов до поворота на улицу Крупешина. Остановки как у маршрута № 5
- № 29 — автоколонна 1377 — Торбеево (автобус). Следует от проспекта Ленина до левого поворота на шоссе Энтузиастов. Остановки: МФЦ, ул Советская д. 1
- № 51 — Балашиха-2 — Агрогородок (маршрутное такси). Следует от улицы Крупешина до левого поворота на шоссе Энтузиастов. Остановки как у маршрута № 31
- № 104 — метро «Шоссе Энтузиастов» — Балашиха-3 (маршрутное такси). Следует от шоссе Энтузиастов до правого поворота на проспект Ленина. Остановки как у маршрута № 4
- № 108 — метро «Новогиреево» — Балашиха-2 (маршрутное такси). Следует от шоссе Энтузиастов до поворота на улицу Крупешина. Остановки как у маршрута № 5
- № 110 — метро «Новогиреево» — Поле Чудес (маршрутное такси). Следует от шоссе Энтузиастов до правого поворота на проспект Ленина. Остановки как у маршрута № 4
- № 193 — метро «Новогиреево» — Новый Свет (маршрутное такси). Следует от шоссе Энтузиастов до Звёздной улицы. Остановки как у маршрута № 2
- № 300 — метро «Щёлковская» — Балашиха-3 (маршрутное такси). Следует от Балашихинского шоссе до поворота на улицу Крупешина. Остановки: ДОЗ, Хлопкопрядильная фабрика
- № 337 — метро «Партизанская» — Балашиха-3 (автобус и маршрутное такси). Следует от шоссе Энтузиастов до правого поворота на проспект Ленина. Остановки как у маршрута № 4
- № 338 — метро «Щёлковская» — станция «Железнодорожная» (автобус и маршрутное такси). Следует от Балашихинского шоссе до левого поворота на шоссе Энтузиастов. Остановки: ДОЗ, Хлопкопрядильная фабрика, ст. Балашиха, ул. Зелёная, Автошкола, ул. Крупской, МФЦ, ул. Советская д. 1
- № 385 — метро «Партизанская» — Балашиха-2 (автобус и маршрутное такси). Следует от шоссе Энтузиастов до поворота на улицу Крупешина. Остановки, как у маршрута № 5
- № 395 — метро «Щёлковская» — Балашиха-2 (маршрутное такси). Следует от Балашихинского шоссе до поворота на улицу Крупешина. Остановки, как у маршрута № 300
- № 396 — метро «Щёлковская» — мкр. Южный (автобус и маршрутное такси). Следует от Звёздной улицы до левого поворота на шоссе Энтузиастов. Остановки как у маршрута № 32
- № 993 (бывший № 193В) — метро «Выхино» — Балашиха-2 (маршрутное такси). Следует от шоссе Энтузиастов до проспекта Ленина. Остановки как у маршрута № 4

Согласно генеральному плану Балашихи, в городе планируется строительство линии лёгкого метро. Линия начинается от метро «Щёлковская», идёт вдоль Щёлковского шоссе, затем сворачивает на Звёздную улицу (на схеме генерального плана она почему-то называется Советской улицей), идёт вдоль Советской улицы от Балашихинского шоссе до улицы Крупешина. Здесь запланировано строительство станции «Балашиха-Центр». Затем вдоль улицы Крупешина линия уходит на Балашиху-3. Также существуют планы строительства линии скоростного трамвая от станции метро «Площадь Ильича» до Балашихи вдоль шоссе Энтузиастов. Одна из остановок скоростного трамвая может находиться в районе пересечения Советской улицы и шоссе Энтузиастов.

## Достопримечательности

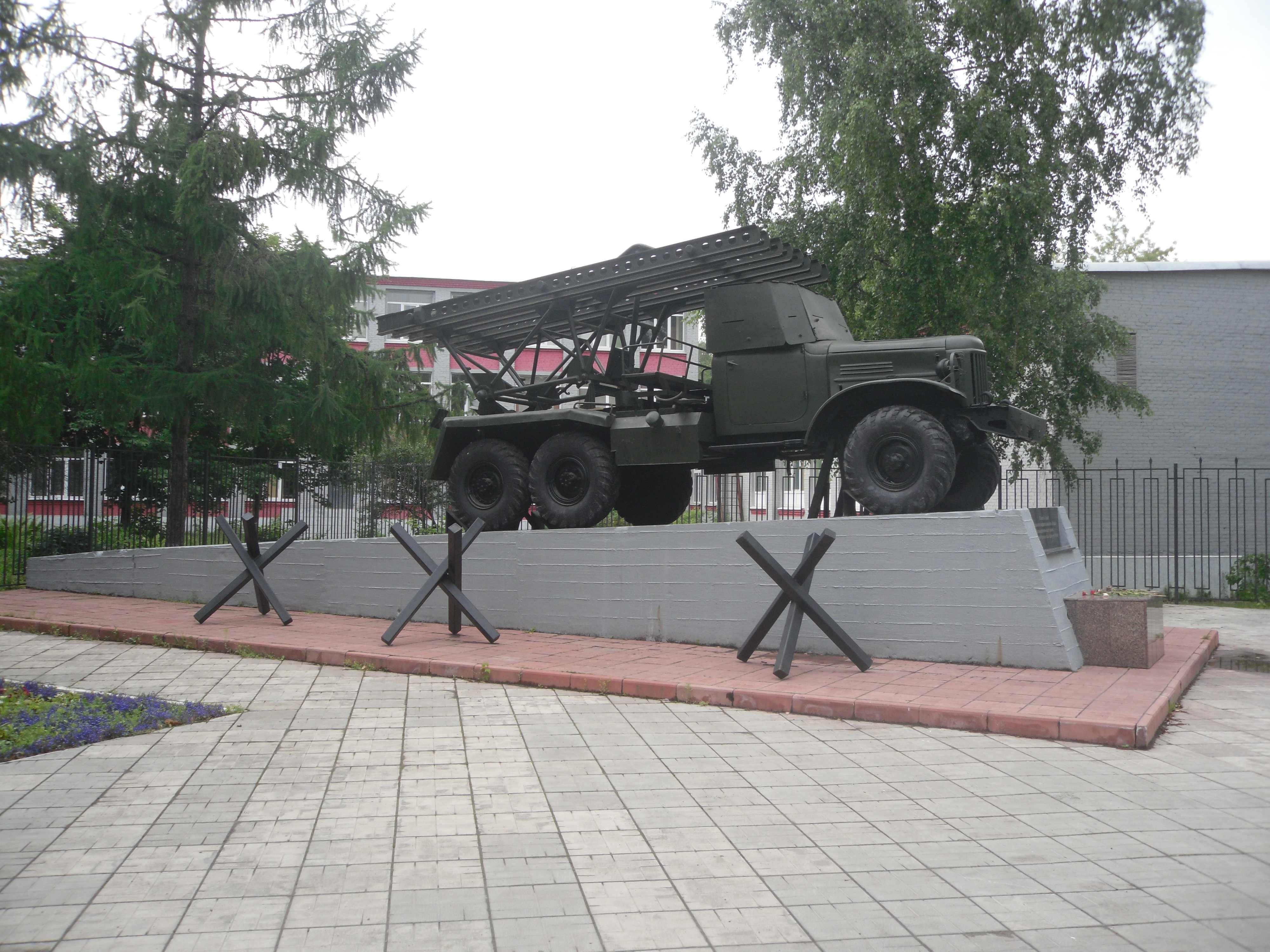
Мемориал в память о подвиге воинов батареи гвардейских миномётов «Катюша» под командованием Героя Российской Федерации Ивана Андреевича Флёрова

На Советской улице установлены два памятника Ленину. Первый появился в 1943 году на пересечении улицы Советской и шоссе Энтузиастов. Это — авторская копия работы скульптора Г. Д. Алексеева «Призывающий вождь». Второй памятник был установлен на пересечении с проспектом Ленина в 1957 году, в честь празднования 40-летия Великого Октября..
Недалеко от перекрёстка, где к Советской улице с левой стороны примыкает Молодёжная улица, перед средней школой № 3 установлен мемориал в память о подвиге воинов батареи гвардейских миномётов «Катюша» под командованием Героя Российской Федерации Ивана Андреевича Флёрова.
В небольшом парке, раскинувшемся с правой стороны улицы напротив платформы станции «Балашиха», в 2005 году был открыт памятный знак в честь 60-летия Победы в Великой Отечественной войне.
На пересечении Советской улицы и улицы Крупешина расположен комплекс зданий Балашихинской хлопкопрядильной фабрики, который является памятником промышленной архитектуры XIX века. В настоящее время большинство помещений фабрики сдаётся в аренду коммерческим организациям.

## Интересные факты
В 80-х годах на Советской улице было всего три светофора — один в начале, на пересечении с шоссе Энтузиастов, второй на пересечении с проспектом Ленина и третий в конце, на пересечении с улицей Крупешина. Участок от улицы Крупешина до Балашихинского шоссе долгое время был закрыт для проезда из-за проведения строительных работ. Этот участок открылся только в 90-х годах, когда была заасфальтирована Звёздная улица, и появился наиболее короткий путь от шоссе Энтузиастов до Щёлковского шоссе. Раньше нужно было ехать через Балашиху-2 и село Никольско-Трубецкое. Сейчас Советская улица стала одной из наиболее загруженных магистралей города. Практически на каждом перекрёстке здесь установлены светофоры — всего 11 штук. Их нет только на пересечении с улицами Парковой и Мира. Ещё одно препятствие для автомобилистов — лежачие полицейские. Они установлены на пересечении с улицей Крупской (две штуки), напротив средней школы № 3 (две штуки), около платформы станции Балашиха (три штуки). В часы пик путь из Балашихи-1 в Балашиху-2 по Советской улице может занимать более часа. Пешком можно дойти за 30-40 минут.
В советское время у поворота на шоссе Энтузиастов на Советской улице располагалась Доска почёта, на которой вывешивали фотографии передовиков производства Балашихинского района. После распада Советского Союза Доску почёта стали использовать для размещения всевозможной рекламы. В 2001 году было принято решение возродить Доску почёта на месте, где она размещалась в 60-х годах XX века — на пересечении ул. Советской и проспекта Ленина, рядом с памятником Ленину.